# Once Upon a Star
Once Upon a Star — другий студійний альбом шотландської групи Bay City Rollers, який був випущений у травні 1975 року.

## Композиції
1. Bye Bye Baby — 2:50
2. The Disco Kid — 3:16
3. La Belle Jeane — 4:01
4. When Will You Be Mine — 2:32
5. Angel Baby — 3:52
6. Keep on Dancing — 2:42
7. Once Upon A Star — 3:00
8. Let's Go (A Huggin' And A Kissin' In The Moonlight) — 3:28
9. Marlina — 3:01
10. My Teenage Heart — 2:31
11. Rock & Roll Honeymoon — 2:45
12. Hey! Beautiful Dreamer — 3:49

## Склад
- Лес Макковн: вокал
- Ерік Фолкнер: бас, гітара, скрипка
- Стюарт "Вуді" Вуд: бас, гітара
- Алан Лонгмаєр: бас
- Дерек Лонгмаєр: ударні